# Gert Schramm
Gert Schramm   (Erfurt, 28 de novembre de 1928 - Eberswalde, 18 d'abril de 2016) va ser un supervivent del camp de concentració de Buchenwald, on era el més jove de sis presoners de raça negra.
Era fill d'una dona alemanya i d'un pare afroamericà i va ser arrestat en violació de les lleis de puresa racial nazi.

## Joventut
Schramm va ser fill de Marianne Schramm i Jack Brankson, un enginyer d'una empresa siderúrgica estatunidenca que estava a Turíngia amb un contracte. Schramm va créixer a Witterda i Bad Langensalza. Després de graduar-se a la Volksschule, va treballar com a ajudant en un taller de reparació d'automòbils. Segons les lleis de Nuremberg, se li va negar el dret a qualsevol formació professional com a Mischling ersten Grades, (raça mixta de primer grau). També era una prova viva d'un «incest» interracial il·legal que comportava una pena de mort per al seu pare i per a ell mateix.
Brankson va fer diverses visites a Turíngia després de la finalització del seu contracte. Durant una visita l'any 1941, va ser arrestat per violació de les lleis racials nazis i enviat a Auschwitz, on aparentment va morir, sense cap rastre més d'ell.

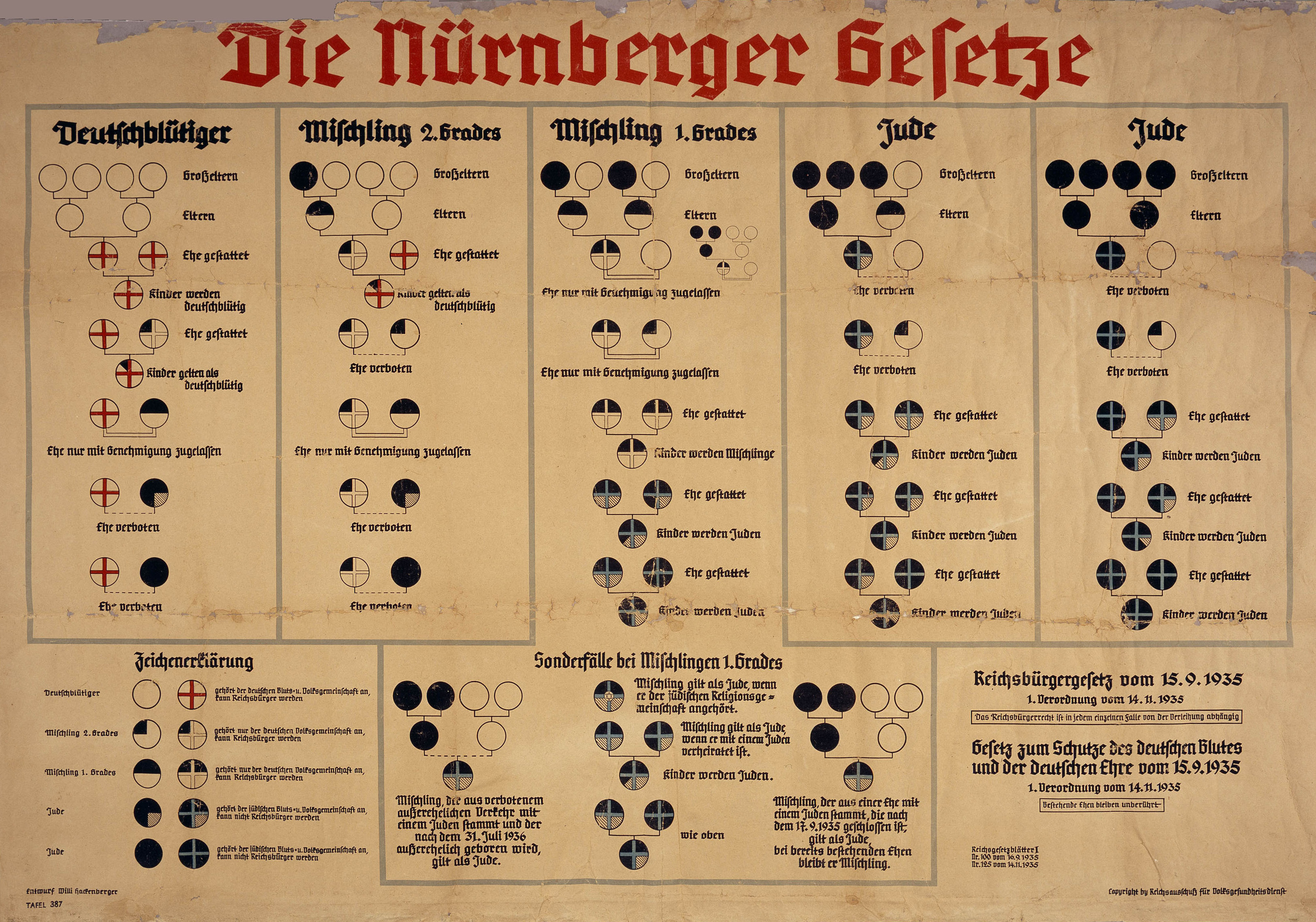
Quadre per descriure les lleis de Nuremberg del 15 de setembre de 1935 i el reglament respectiu del 14 de novembre de 1935. Les Lleis de Nuremberg van establir una base legal per a la identificació racial. Només les persones amb quatre avis alemanys (quatre cercles blancs a la fila superior esquerra) eren de «sang alemanya». Al mig hi havia gent de «sang mixta» de «primer o segon grau». També inclou una llista de matrimonis permesos (Ehe gestattet) i matrimonis prohibits (Ehe verboten)

## Arrestat a l'edat de 15 anys
El maig de 1944, als 15 anys d'edat, Schramm va ser arrestat per la Gestapo d'acord amb les lleis de Rassenschande («desgràcia racial») i retingut sota «custodia de protecció» a diverses presons de la Gestapo. Va ser interrogat diverses vegades, li van negar menjar i beure, i va rebre un cop a la cara. El 20 de juliol de 1944 va ser deportat al camp de concentració de Buchenwald, on se li va tatuar el número 49489 al braç esquerre. La seva condemna va ser d'un temps indeterminat, no inferior a quinze anys.
Van posar Schramm amb els presos polítics, una decisió que li atribueix haver salvat la vida. Eren obligats a treballar en una pedrera on la taxa de supervivència dels presos era molt baixa. Cada dia havia entre deu i quinze presoners morts. Va ser traslladat a una feina més fàcil pel kapo comunista Willi Bleicher, i un altre presoner comunista, Otto Grosse, va organitzar a altres presoners per envoltar-lo durant la revista diària, quan es comptava els presoners. Els malalts i els que destacaven s'arriscaven a ser enviats a un camp d'extermini o assassinats a l'acte. Schramm va veure una vegada un presoner, un jove jueu de Leipzig anomenat Wolfgang Kohn, morir trepitjat per un guàrdia de les SS, simplement perquè s'havia mogut durant la revista. Com a únic pres de raça negra, ja destacava i després de setmanes a la pedrera, es trobava en un estat de debilitat. Envoltat i traslladant-lo a una feina més fàcil, estava protegit.

## Alliberament
Schramm va ser un dels presoners que quedaven al camp, amb més possibilitats de sobreviure que els que van sortir a les marxes de la mort. Va ser allà quan mil ciutadans de Weimar es van veure obligats a visitar Buchenwald per veure què hi havia passat. Recorda haver pensat: «Ara mireu què va passar aquí amb la vostra aquiescència». Hi ha imatges d'aquest esdeveniment.

## Després de 1945
Després de l'alliberament de Buchenwald i el final de la Segona Guerra Mundial, Schramm va tornar amb la seva mare a Bad Langensalza. Després va treballar a la mina d'urani pertanyent a Wismut a la zona d'ocupació soviètica. Del 1956 al 1964 va treballar a Essen en una mina de carbó, però després va optar per traslladar-se a Alemanya de l'Est, tres anys després de la construcció del mur de Berlín. Allà, va treballar a la Barnimer Busgesellschaft (Companyia d'autobusos Barnim) a Eberswalde (Brandenburg), i va reprendre la seva formació, convertint-se en mecànic certificat i, més tard, en Meister.
Es va convertir en cap de taller i cap de departament, va anar a treballar a un kombinat d'enginyeria civil, on va arribar a ser cap de departament de la flota de vehicles al kombinat d'enginyeria civil d'Eberswalde. Amb l'ajuda d'un altre antic presoner de Buchenwald, Hermann Axen, que havia estat un d'un grup de presoners comunistes que protegia Schramm, va iniciar el seu propi negoci el 1985, Schramms Reisen, una companyia de taxis que ara dirigeix el seu fill.
Schramm, ja vidu, vivia a prop de membres de la seva família a Eberswalde. Va tenir quatre fills grans, era avi i besavi. Era un Schützenbruder, estava involucrat amb el cos de bombers voluntaris local i era un assessor judicial. Va visitar escoles per parlar de Buchenwald i va formar part del consell assessor de presoners de la Fundació Buchenwald Memorial.
Va morir a Erfurt el 18 d'abril de 2016 després d'una llarga malaltia.

## Filmografia
- Junk, Ursula; Reinhardt, Albrecht. «Die Nazis überlebt, von Skinheads bedroht – Ein schwarzer Deutscher in Eberswalde» ( PDF) (en alemany). Monitor, 18-01-2001. Arxivat de l'original el 2007-09-29. [Consulta: 30 setembre 2023].
- «Lagergemeinschaft Buchenwald Internetseite» (en alemany). Lagergemeinschaft Buchenwald.